# Kurganer Rind
Das Kurganer Rind (russisch Курганская, transkribiert Kurganskaja) ist eine Zweinutzungs-Rinderrasse aus Russland.

## Zuchtgeschichte
Im 19. Jahrhundert wurden in den Oblasten Kurgan und Tjumen im Föderationskreis Ural in Russland örtliche Rinder mit Tagil-Rindern, Fleckvieh, Jaroslawl-Rindern und einigen anderen Rassen gekreuzt. 1901 wurden diese Rinder und die örtliche westsibirische Landrasse mit Shorthorn-Rindern gekreuzt. 1922 begann die planvolle Zucht. 1935 wurde ein staatlicher Zuchtbetrieb gegründet. 1949 wurde erstmals ein Herdbuch eingeführt.

## Charakteristika
- Farben: Rot, Rotweiß und Rötlichgrau
- sehr harmonischer Körperbau
- Kopf mittelgroß
- Hals gut bemuskelt, Wamme gut entwickelt und gut abgesetzt
- Brust tief und breit
- Rücken und Lende gerade und breit
- Hinterviertel tief und voll
- Gewicht der Kühe 520 – 550 kg, der Stiere 800 – 900 kg
- gute Fleischqualität; tägliche Zunahme von Mastochsen 800 – 900 g/Tag
- Milchleistung 3200 – 3700 kg mit 3,8 – 3,9 % Fett

## Vorkommen
Heute werden Kurganer Rinder in den Oblasten Kurgan, Tscheljabinsk, Omsk, Tjumen und Orenburg und in Baschkortostan gehalten. Im Jahr 1980 betrug die Gesamtzahl 322.000.